# Carla Sousa
Carla Alexandra Magalhães de Sousa (5 de junho de 1970) é uma deputada e política portuguesa. Ela é deputada à Assembleia da República na XIV legislatura pelo Partido Socialista. Ela possui uma licenciatura em Ciências da Comunicação.